# Frederico II Pico della Mirandola
Frederico II Pico, ou na sua forma mais completa, Frederico II Pico della Mirandola (em italiano:  Federico II Pico della Mirandola; Mirandola, … - Mirandola, 2 de dezembro de 1602) foi um condotiero e nobre italiano, membro da Família Pico.

## Biografia
Era o segundo filho varão de Ludovico II Pico, Conde de Mirandola e Concordia e de Fúlvia da Correggio.
Dada a doença do seu irmão mais velho, o conde Galeotto III, assumiu o governo do Condado de Mirandola e Concordia em 1590, estado que herdou quando este faleceu sem descendência, em 1592.
Abandonou a proteção da França para voltar a alinhar-se com o Sacro Império, após ter feito uma petição em 1593 ao imperador Rodolfo II. Frederico obteve a investidura formal dos feudos em 1596 e nessa ocasião Mirandola obtem o título de cidade, sendo erigida em Principado enquanto que Concordia se torna Marquesado.
Em 1602, ano em que morre, celebrou também um acordo com Filipe III de Espanha, que lhe concede uma pensão trasmissivel aos herdeiros.

## Casamento
Frederico casou com Hipólita d'Este (1565-1602), filha natural de Afonso d'Este, Marquês de Montecchio, e irmã de César d'Este, Duque de Módena e Reggio. Deste casamento não houve descendência.
Sucedeu-lhe seu irmão Alexandre I.